# Henicomyia hubbardii
Henicomyia hubbardii är en tvåvingeart som beskrevs av Daniel William Coquillett 1898. Henicomyia hubbardii ingår i släktet Henicomyia och familjen stilettflugor. Inga underarter finns listade i Catalogue of Life.